# 亞馬遜河錘形鯰
亞馬遜河錘形鯰，為輻鰭魚綱鯰形目毛鼻鯰科的其中一種。分布於南美洲亞馬遜河流域，本魚棲息在沙泥底質的水底，體長可達9.3公分。